# サニックス杯国際ユースサッカー大会

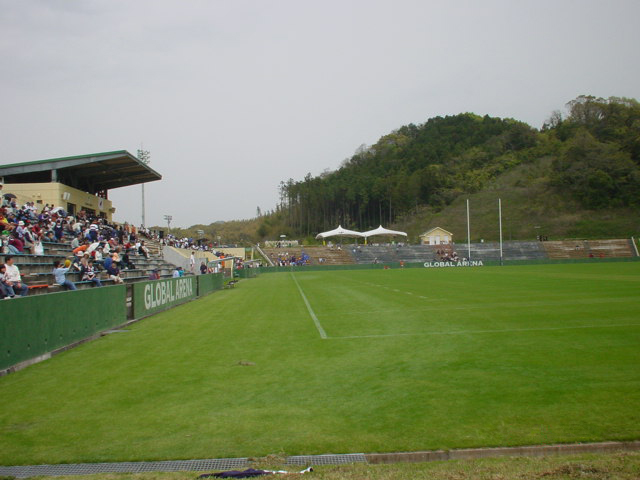
当大会の主会場・サニックスグローバルアリーナスタジアム（福岡県宗像市）

サニックス杯国際ユースサッカー大会（サニックスはいこくさいユースサッカーたいかい）は、一般社団法人九州サッカー協会と一般財団法人サニックススポーツ振興財団主催で毎年3月後半に行われる、第2種登録チーム（高校生年代）の参加する国際サッカー大会である。株式会社サニックスと株式会社グローバルアリーナが特別協賛し、グローバルアリーナ（福岡県宗像市）で開催される。
2020年春に開催予定の第18回大会は、新型コロナウイルス感染拡大防止のため、中止された。

## 概要
2003年に始まった男子競技には、U‐16/U-17日本代表をはじめ、国内のクラブユースチームと単一高校チームの他、海外の強豪クラブユースチーム及びナショナルチーム、選抜チームや単一高校チームなど、計16チームが参加する。
海外出場チームで、オーストラリア、ブルガリア、中国、韓国、マレーシア、ニュージーランド、タイ、ウズベキスタンとベトナムのU-16/U-17代表や、ACミランユース、FCインテルユ―ス、AFCアヤックスユース、ワトフォーFCユース、杭州緑城ユースと江蘇蘇寧ユースなどが数えられる。
2007年は、国内チームのみで開催。 
競技は、総当たり戦の予選リーグとノックアウトトーナメントから構成されている。予選リーグでは、4チームごとに4つのグループに分けられ、各グループ上位2チームはサニックス杯へ、下位2チームはグローバルアリーナ杯へ、と二つの決勝トーナメントへ進む。
2010年から2018年まで、アジアサッカー連盟より若手レフェリーの派遣があった。
女子競技の「SANIX杯高校女子サッカー大会」は、2014年からスタート。初回大会は、男子競技期間中に1日のみ、4チームで開催された。翌年から男子競技とは別に、3月末に8チームで行われるようになった。
予選リーグでは、4チームごとに2つのグループに分けられ、総当たり戦を行う。順位決定戦では、各グループの同位同士で優勝、3位、5位と7位を決める。

## 年別成績

### 男子
| 年     | 優勝チーム                     | 準優勝チーム             | 3位                            |
| ------ | ------------------------------ | ------------------------ | ------------------------------ |
| 2003年 | 市立船橋高校                   | U-17日本代表             | 東海大学付属第五U-17           |
| 2004年 | U-17中国代表                   | U-17日本代表             | 市立船橋U-17                   |
| 2005年 | 東海大第五高校                 | U-17中国代表             | U-17日本代表                   |
| 2006年 | 東京ヴェルディ1969ユース       | AFCアヤックスユース      | A.C.ミランユース（イタリア）   |
| 2007年 | FC東京U-18                     | 東京ヴェルディ1969ユース | 鹿児島実業ユース               |
| 2008年 | 東京ヴェルディユース           | FC東京ユース             | 韓国代表U-16                   |
| 2009年 | チャンフン（長薫）高校（韓国） | 東京ヴェルディユース     | U-17日本代表                   |
| 2010年 | 前橋育英高校                   | 東海大第五高校           | チャンフン（長薫）高校（韓国） |
| 2011年 | ヴィッセル神戸ユース           | 柏レイソルユース         | アビスパ福岡ユース             |
| 2012年 | 東福岡高校                     | ヴィッセル神戸ユース     | U-17日本代表                   |
| 2013年 | ガンバ大阪ユース               | 星稜高校                 | 三浦学苑高校                   |
| 2014年 | 横浜F・マリノスユース          | U-17日本代表             | 市立船橋高校                   |
| 2015年 | U-17韓国代表                   | 青森山田高校             | U-17日本代表                   |
| 2016年 | U-17日本代表                   | 東福岡高校               | 青森山田高校                   |
| 2017年 | 市立船橋高校                   | サンフレッチェ広島ユース | 流通経済大学付属柏高校         |
| 2018年 | 青森山田高校                   | アビスパ福岡ユース       | サガン鳥栖ユース               |
| 2019年 | 尚志高校                       | 清水エスパルスユース     | 鹿島アントラーズユース         |

### 女子
| 年     | 優勝チーム           | 準優勝チーム         | 3位                      |
| ------ | -------------------- | -------------------- | ------------------------ |
| 2014年 | 福岡女学院高校       | 福翔高校             | 福岡女子商業高校         |
| 2015年 | 神村学園高等部       | 柳ヶ浦高校           | 東海大学付属第五高校     |
| 2016年 | 東海大学付属第五高校 | 柳ヶ浦高校           | 神村学園高等部           |
| 2017年 | 神村学園高等部       | 東海大学付属福岡高校 | 柳ヶ浦高校               |
| 2018年 | 東海大学付属福岡高校 | 福岡女学院高校       | 東海大学付属熊本星翔高校 |
| 2019年 | 神村学園高等部       | 東海大学付属福岡高校 | 柳ヶ浦高校               |